# Flesh Coffin
Flesh Coffin es el segundo álbum de estudio de la banda estadounidense de deathcore Lorna Shore. Fue lanzado el 17 de febrero de 2017 a través de Outerloop Records, su único álbum con el sello. El álbum fue autoproducido por la banda junto con Carson Slovak y Grant McFarland. Es el último álbum en el que colaboran el bajista Gary Herrera, el vocalista Tom Barber y el guitarrista rítmico Connor Deffley.

## Recepción
El álbum recibió críticas mayoritariamente positivas. Joe Smith-Engelhardt, de Exclaim!, le dio un 6 sobre 10 y comentó: «En general, Flesh Coffin tiene un sonido muy dinámico, pero se ve ligeramente empañado por un exceso de relleno. Los momentos en que la banda muestra su vasto talento se ven constantemente eclipsados por la interminable agresividad que deja al oyente preguntándose dónde empieza y dónde termina cada canción». New Noise le dio al álbum una crítica positiva y declaró: «Sin duda, el segundo disco de Lorna Shore pasará a la historia como uno de los mejores álbumes de deathcore de los últimos tiempos. Su estilo evoca el deathcore ennegrecido de Carnifex, solo que mucho más técnico y melódico. Es impresionante lo pegadizo que puede ser un disco tan oscuro, y dados los aspectos decepcionantes de su trabajo anterior, hay que elogiar a Lorna Shore por su capacidad para recomponerse y mejorar. Esperemos que tengamos algo aún mejor en un par de años, aunque Flesh Coffin sea excelente».
New Transcendence elogió el álbum diciendo: «Pocos álbumes de deathcore son tan hermosamente nostálgicos como contemporáneos y completos, pero Flesh Coffin es sin duda uno de ellos. Con velocidad y un trabajo de trastes mordaz, suficientes para ofrecer a los adictos al deathcore de la vieja escuela una muestra de la maestría musical pesada con un toque de death metal, pero con breakdowns de una intensidad asesina, tartamudeantes y desgarradores, lo suficientemente intensos como para hacer que las bandas de downtempo parezcan pop del top 40. Lorna Shore ha demostrado ser una maestra de la integración del metal en el deathcore moderno y malicioso. La voz de Barber está en su mejor momento, y el resto de la composición instrumental de Lorna Shore es, además, insuperable. Flesh Coffin es una potencia enérgica y furiosa a raudales, un álbum que sin duda sepultará a cualquier par de oídos que se lo proponga».

## Lista de canciones
| N.º | Título                    | Duración |  |
| 1.  | «Offering of Fire»        | 5:48     |  |
| 2.  | «Denounce the Light»      | 4:39     |  |
| 3.  | «The Astral Wake of Time» | 3:55     |  |
| 4.  | «Desolate Veil»           | 4:51     |  |
| 5.  | «Fvneral Moon»            | 5:00     |  |
| 6.  | «Void»                    | 4:15     |  |
| 7.  | «Infernum»                | 3:57     |  |
| 8.  | «The//Watcher»            | 4:03     |  |
| 9.  | «Black Hollow»            | 4:12     |  |
| 10. | «Flesh Coffin»            | 4:54     |  |

## Posicionamiento en lista
| Lista (2017)                            | Posición |
| --------------------------------------- | -------- |
| Estados Unidos (Top Heatseekers Albums) | 3        |

## Personal
Lorna Shore
- Tom Barber – voz
- Adam De Micco – guitarra principal
- Connor Deffley – guitarra rítmica
- Gary Herrera – bajo
- Austin Archey – batería